# Lista över bluesmusiker
Detta är en lista över sångare, musiker, kompositörer och musikgrupper inom musikstilen blues.
Listan omfattar musiker alltifrån primitiv en-ackords deltablues till storband, country, rock och influenser inom klassisk musik.

## Tidig countryblues
- Alger "Texas" Alexander (1900-1954)
- Pink Anderson (1900-1974)
- Barbecue Bob (1902-1931)
- Scrapper Blackwell (1903-1962)
- Blind Blake (ca. 1893-ca. 1933)
- Big Bill Broonzy (1893/1898-1958)
- Richard "Rabbit" Brown (1880-1937)
- Bumble Bee Slim (1905-1968)
- Butterbeans & Susie
- Gus Cannon (1883-1979)
- Leroy Carr (1905-1935)
- Bo Carter (1893-1964)
- Floyd Council (1911-1976)
- Ida Cox (1896-1967)
- Gary Davis (1896-1972)
- Sleepy John Estes (1904-1977)
- Blind Boy Fuller (1908-1941)
- Jesse Fuller (1896-1976)
- Billy Garland (1918-1960)
- Jazz Gillum (1904-1966)
- Lightnin' Hopkins (1912-1982)
- Son House (1886/1902-1988)
- Alberta Hunter (1895-1984)
- Mississippi John Hurt (1893-1966)
- Skip James (1902-1969)
- Blind Lemon Jefferson (1893-1929)
- Blind Willie Johnson (ca. 1902-1945)
- Lonnie Johnson (1894-1970)
- Robert Johnson (1911-1938)
- Tommy Johnson (1896-1956)
- Louis Jordan (1908-1975)
- Leadbelly (1885-1949)
- Furry Lewis (1899-1981)
- Mance Lipscomb (1895-1976)
- Robert Lockwood Jr. (1915-2006)
- Cripple Clarence Lofton (1887-1957)
- Mississippi Fred McDowell (1904-1972)
- Brownie McGhee (1915-1996)
- Blind Willie McTell (1901-1959)
- Memphis Blues Band
- The Memphis Jug Band
- Big Maceo Merriweather (1905-1953)
- Memphis Minnie (1897-1973)
- Charlie Patton (1893-1934)
- Ma Rainey (1886-1939)
- Tampa Red (1904-1981)
- Bessie Smith (1894-1937)
- Mamie Smith (1883-1946)
- Victoria Spivey (1906-1976)
- Frank Stokes (1888-1955)
- Sonny Terry (1911-1986)
- Bessie Tucker
- Sippie Wallace (1898-1986)
- Washboard Sam (1910-1966)
- Curley Weaver (1906-1962)
- Peetie Wheatstraw (1902-1941)
- Bukka White (ca. 1909-1977)
- Josh White (1914/1915-1969)
- Sonny Boy Williamson I (1914-1948)
- Etta Baker (1913-2006)

## Tidig stadsblues
- Gladys Bentley (1907-1960)
- Lucille Bogan (1897-1948)
- Georgia Tom Dorsey (1899-1993)
- Lil Green (1919-1954)
- Lucille Hegamin (1894-1970)
- Alberta Hunter (1895-1984)
- Ma Rainey (1886-1939)
- Clara Smith (ca. 1894-1935)
- Mamie Smith (1883-1946)
- Bessie Smith (1894-1937)
- Sippie Wallace (1898-1986)
- Ethel Waters (1896-1977)

## Jazzblues från före andra världskriget
- Albert Ammons (1907-1949)
- Louis Armstrong (1901-1971)
- Sidney Bechet (1897-1959)
- Leroy Carr (1905-1935)
- Johnny Dodds (1892-1940)
- Champion Jack Dupree (ca. 1909-1992)
- Ivory Joe Hunter (1914-1974)
- St. Louis Jimmy Oden (1903-1977)
- Meade Lux Lewis (1905-1964)
- Little Brother Montgomery (ca. 1906-1985)
- Big Maceo Merriweather (1905-1953)
- Joe McCoy (1905-1950)
- Papa Charlie McCoy (1909-1950)
- Jay McShann (1909-2006)
- Roy Milton (1907-1983)
- Jelly Roll Morton (1890-1941)
- Jimmy Rushing (1902-1972)
- Roosevelt Sykes (1906-1983)
- Big Joe Turner (1911-1985)
- Sam Taylor (1916-1990)
- T-bone Walker (1910-1975)

## Blues efter andra världskriget
- Mose Allison (1927-2016)
- Charles Brown (1922-1999)
- Roy Brown (1925-1981)
- Ray Charles (1930-2004)
- Pee Wee Crayton (1914-1985)
- Floyd Dixon (1929-2006)
- Champion Jack Dupree (ca. 1909-1992)
- Wynonie Harris (1915-1969)
- Louis Jordan (1908-1975)
- Percy Mayfield (1920-1984)
- Piano Red (1911-1985)
- Memphis Slim (1915-1988)
- Amos Milburn (1927-1980)
- Pinetop Perkins (1913-2011)
- Jimmy Witherspoon (1923-1997)

## Kansas City-blues
- Walter Brown (1917-1956)
- Jay McShann (1909-2006)
- Arnold Moore (1913-2004)
- Jimmy Rushing (1903-1972)
- Big Joe Turner (1911-1985)

## Senare stilar
- Little Hatch (1921-2003)
- Lee McBee (född 1951)

## Chicago/Detroit-blues
- Luther Allison (1939-1997)
- Billy Boy Arnold (född 1935)
- John Henry Barbee (1905-1964)
- Fred Below (1926-1966)
- Paul Butterfield (1942-1987)
- James Cotton (1935-2017)
- Bo Diddley (1928-2008)
- Willie Dixon (1915-1992)
- David Honeyboy Edwards (1915-2011)
- Buddy Guy (född 1936)
- Earl Hooker (1929-1970)
- J.B. Hutto (1926-1983)
- Big Walter Horton (1918-1981)
- Elmore James (1918-1963)
- Albert King (1924-1992)
- Freddie King (1934-1976)
- John Lee Hooker (1917-2001)
- Charlie Musselwhite (född 1944)
- Robert Lockwood Jr. (1915-2006)
- Robert Nighthawk (1909-1967)
- Pinetop Perkins (1913-2011)
- Jimmy Reed (1925-1976)
- Jimmy Rogers (1924-1997)
- Otis Rush (född 1934)
- Magic Sam (1937-1969)
- Johnny Shines (1915-1992)
- Magic Slim (1937-2013)
- Otis Spann (1930-1970)
- Hound Dog Taylor (1915-1975)
- Eddie Taylor (1923-1985)
- Little Walter (1930-1968)
- Muddy Waters (1915-1983)
- Junior Wells (1934-1998)
- Howlin' Wolf (1910-1976)
- Jody Williams (1935-2018)
- Sonny Boy Williamson II (Rice Miller) (1899-1965)

## Modern blues (efter 1950-talet)
- James Anthony (Pecchia) (född 1955)
- Gwen Avery (1943-2014)
- Etta Baker (1913-2006)
- Marcia Ball (född 1949)
- Bobby Blue Bland (1930-2013)
- Rory Block (född 1949)
- Michael Bloomfield (1944-1981)
- Blues Brothers
- Lonnie Brooks (född 1933)
- Clarence "Gatemouth" Brown (1924-2005)
- Roy Buchanan (1939-1988)
- J.J. Cale (1938-2013)
- Eric Clapton (född 1945)
- Albert Collins (1932-1993)
- Al Copley (född 1952)
- Robert Cray (född 1953)
- Willie Dixon (1915-1992)
- Fabulous Thunderbirds
- Robben Ford (född 1951)
- Buddy Guy (född 1936)
- Earl Hooker (1929-1970)
- John P. Hammond (född 1942)
- Alvin Youngblood Hart (född 1963)
- Ted Hawkins (1936-1995)
- Z.Z. Hill (1935-1984)
- John Lee Hooker (1917-2001)
- Lightnin' Hopkins (1912-1982)
- Colin James (född 1964)
- Etta James (1938-2012)
- B.B. King (född 1925)
- Freddie King (1934-1976)
- Taj Mahal (född 1942)
- John Mayall (född 1933)
- Keb' Mo' (född 1951)
- Koerner, Ray & Glover
- Sam Myers (1936-2006)
- Odetta (1930-2008)
- Rod Piazza (född 1947)
- Lonnie Pitchford (1955-1998)
- Louisiana Red (1932-2012)
- Fenton Robinson (1935-1997)
- Roomful of Blues
- Bobby Rush (född 1940)
- Saffire - The Uppity Blues Women
- Magic Slim (1937-2013)
- Son Seals (1942-2004)
- Koko Taylor (1935-2009)
- Irma Thomas (född 1941)
- Rufus Thomas (1917-2001)
- George Thorogood (född 1952)
- Ali Farka Toure (1939-2006)
- Stevie Ray Vaughan (1954-1990)
- Junior Wells (1934-1998)
- Lil' Ed Williams (född 1955)
- Johnny Winter (född 1944)

### Blues i det sena 1960-talets rockmusik
- Allman Brothers Band
- The Animals
- Captain Beefheart
- Canned Heat
- Cream
- Creedence Clearwater Revival
- Aynsley Dunbar Retaliation
- Fleetwood Mac
- Free
- Hot Tuna
- Jimi Hendrix
- Humble Pie
- Jethro Tull
- Janis Joplin (1943-1970)
- Led Zeppelin
- John Mayall & the Bluesbreakers
- The Rolling Stones
- The Fabulous Thunderbirds
- Santana
- Taste & Rory Gallagher
- Ten Years After
- Van Morrison (född 1945)
- The Yardbirds
- ZZ Top

### Blues efter 1990
- Tab Benoit (född 1967)
- Eric Bibb (född 1951)
- Blues Traveller
- Deanna Bogart (född 1960)
- Kenny Brown (född 1953)
- R. L. Burnside (1926-2005)
- Tommy Castro (född 1959)
- Joanna Connor (född 1962)
- Shemekia Copeland (född 1979)
- Guy Davis (född 1952)
- Chris Duarte (född 1964)
- Ronnie Earl (född 1953)
- Tinsley Ellis (född 1957)
- Sue Foley (född 1968)
- Anson Funderburgh (född 1954)
- Anthony Gomes (född 1975)
- Alvin Youngblood Hart (född 1965)
- Jeff Healey (född 1966)
- Colin James (född 1964)
- Junior Kimbrough (1930-1998)
- Chris Thomas King (född 1964)
- Jonny Lang (född 1981)
- Harry Manx
- David Miller (född 1961)
- Keb' Mo' (född 1951)
- Coco Montoya (född 1951)
- Kenny Neal (född 1957)
- North Mississippi All Stars
- Asie Payton (1937-1997)
- Kelly Joe Phelps (född 1959)
- Ana Popovic (född 1976)
- Satan and Adam (Sterling Magee och Adam Gussow, födda 1936 och 1958)
- Kenny Wayne Shepherd (född 1976)
- Susan Tedeschi (född 1970)
- Jimmy Thackery (född 1953)
- T-Model Ford (född 1920)
- Joe Louis Walker (född 1949)
- William Elliott Whitmore (född 1978)

### Blues i konventionell populärmusik
- Harold Arlen, "Blues in the Night" och "Brother, Can You Spare a Dime?"
- DeSylva, Brown and Henderson, "Birth of the Blues"
- Duke Ellington och Billy Strayhorn, "I've Got It Bad and That Ain't Good"
- George Gershwin (1898-1937), "Porgy and Bess"

### Blues i countrymusik
- Johnny Cash (1932-2003)
- Merle Haggard (1937)
- Jerry Lee Lewis  (1937)
- Jimmie Rodgers (1897-1933)
- Hank Williams (1923-1953)

Se även: rockabilly

### Bluesinfluenser i klassisk musik
- George Gershwin (1898-1937), "Rhapsody in Blue" och "Concerto in F"
- Honegger (1892-1955), "Pacific 231" och "The train song" concerto
- William Grant Still, "Afro-American Symphony"

### Blues i nutida rock och popmusik
- The Black Keys
- Blues Explosion
- Nick Cave (född 1957)
- G. Love & Special Sauce
- Los Lonely Boys
- Bonnie Raitt (född 1949)
- Slash's Snakepit
- Tom Waits (född 1949)
- The White Stripes

### Blues från Europa
- Blues Company
- Herman Brood (1946-2001)
- Cuby & the Blizzards
- Das Dritte Ohr
- Eric Clapton
- Elmore D
- Cyril Davies (1932-1964)
- Rory Gallagher (1948-1995)
- Peter Green (född 1946)
- Alexis Korner (1928-1984)
- Livin' Blues
- John Mayall & the Bluesbreakers
- Ana Popovic (född 1976)
- Hans Theessink (född 1948)
- Axel Zwingenberger (född 1955)

#### Blues från Sverige
- Bloosblasters
- Chicago Express
- Calle Engström (född 1959)
- Emil Arvidsson (född 1979)
- Jan-Eric Fjellström (1952-1999)
- Jan Gerfast (född 1954)
- Nisse Hellberg (född 1959)
- Louise Hoffsten (född 1965)
- Low budget blues band
- Peps Persson (1946-2021)
- Ralph & the Big Bang Group
- Ramblin' Minds (bildat 1987)
- Roaring Forties (bildat 2001)
- Mats Ronander (född 1954)
- Mats Sannetorp [född 1969)
- Sky High
- Sivert Bramstedt (född 1956)
- Telge Blues
- Totta Näslund (1945-2005)
- Tottas bluesband
- Dennis Westerberg (född 1970)
- Rolf Wikström (född 1949)
- Sven Zetterberg (född 1952)
- Bruno Yxenholt (född 1953)
- Peter Noresson
- Nicklas "Moonshine" Johansson (född 1964)
- Baganom Band
- Jackdaniels and the screaming Buffalos
- Tom & the Backstabbers